# 블루햇
블루햇(영어: blue-hat hacker) 또는 블루햇 해커(영어: blue-hat hacker)는 프로그램을 런칭하기 전에 버그 테스트를 하는 외부 컴퓨터 보안 회사들을 지칭하는 말이다. 특히, 마이크로소프트는 블루햇을 윈도우 같은 그들의 제품들의 취약점을 찾기 위해 초청하는 보안 전문가들을 지칭하기도 한다.
블루햇 해커는 회사 서버에 해킹해 보안이 취약한 부분을 회사에 알려주기도 한다.

## 블루햇 마이크로소프트 해커 콘퍼런스
마이크로소프트 엔지니어들과 해커들 사이의 커뮤니케이션의 장을 열기 위해 의도된 이벤트이다. 그 이벤트는 상호 간의 이해 뿐만 아니라 가끔씩 일어나는 대립 또한 해결하기 위해 열린다. 메타스플로이트(Metasploit)가 증명되면 마이크로소프트 개발자들은 매우 불편해한다.

## 같이 보기
- 해커 문화
- 해커 윤리
- 화이트햇
- 그레이햇